# Leave Broke
Leave Broke è un singolo del rapper statunitense Famous Fresh, in collaborazione con Chris Brown, estratto come singolo il 15 luglio 2016.

## Il brano

### Composizione
Il brano è stato scritto dagli stessi Fresh e Chris Brown, ed è stato prodotto da Cy Fyre, B Ham, Devin Cruise, Lewi-V Beatz. Il brano è una canzone gangsta rap dove gli artisti fanno un verso ciascuno, e contiene un ritornello R&B cantato da Brown.

## Video musicale
Il video musicale, diretto da Daniel Czerni e Andrew Listermann, è stato pubblicato 4 giorni prima del rilascio ufficiale della canzone, e mostra i due artisti in uno scenario riempito da Ferrari e modelle.